# Сараевский университет
Сараевский университет (босн. Univerzitet u Saraĵevu) — университет в Боснии и Герцеговине, который также является старейшим учреждением высшего образования в странах бывшей Югославии. Первоначально был основан в 1531 году, как колледж исламского права. Университет в его современном состоянии был создан в 1949 года. С момента открытия в 1949 году 122 000 студентов получили степень бакалавра, 3891 — степень магистра и 2284 — окончили докторантуру.
Сараевский университет поддерживает партнерские отношения с более чем 40 университетами в Европе, Соединённых Штатах Америки, Канаде и на Ближнем Востоке.

## Факультеты
Сараевский университет состоит из двадцати пяти факультетов, трёх академий и пяти научно-исследовательских институтов со статусом полноправных членов, организованных внутри шести групп по науке и искусству в следующих областях:
- социальные науки
- гуманитарные науки
- медицинские науки
- естественные, математические и биотехнические науки
- технические науки
- искусство.